# Amatitlania nanolutea
Espèce
Statut de conservation UICN

DD : Données insuffisantes
Amatitlania nanolutea est une espèce de poissons d'eau douce de la famille des cichlidae, initialement décrit sous le nom Archocentrus nanoluteus, puis  Cryptoheros nanoluteus.

## Description
Cette espèce atteint une taille maximale de 6,4 cm de longueur standard (sans la queue).

## Répartiton
C. nanoluteus est une espèce endémique des versants Atlantiques du Panama en Amérique centrale dans le  bassin du Rio Guarumo,.

## Écologie et biologie

### Alimentation
C'est une espèce omnivore

### Reproduction
Cette espèce défend un territoire et la ponte a lieu sur le substrat

## Systématique
Le nom valide complet (avec auteur) de ce taxon est Amatitlania nanolutea (Allgayer, 1994).
Amatitlania nanolutea a pour synonymes :
- Archocentrus nanoluteus Allgayer, 1994
- Cichlasoma nanoluteum (Allgayer, 1994)
- Cryptoheros nanoluteus (Allgayer, 1994)

Comme beaucoup de cichlidés, Amatitlania nanolutea a connu plusieurs modifications taxinomiques. Découverte dans la région de Boca del Toro, le long du Río Guarumo, dans le district de Chiriqui Grande au Panama elle a été Initialement décrite sous le nom Archocentrus nanoluteus par Allgayer en 1994 (holotype numéro MNHN 1993-0260). L'espèce a ensuite été reconnue comme valide sous son nom initial par plusieurs auteurs entre 1997 et 2003. Cependant, en 2001, une reclassification par Allgayer lui-même et reprise par Schmitter-Soto en 2007, a placé l'espèce dans le genre Cryptoheros, sous le nom Cryptoheros nanoluteus. Finalement, en 2016, Říčan et al. l'ont reclassée dans le genre Amatitlania, sous le nom actuel Amatitlania nanolutea.

## Étymologie
Selon FishBase (4 avril 2025) le nom générique amatitlania dérive du lieu d'origine de l'espèce type, Amatitlán, qui signifie « un endroit riche en amate » en langue nahuatl. L'amate est un type de papier rustique fabriqué à partir de l'écorce du Ficus petiolaris ou du Ficus indica.
Le nom spécifique est composé de « nanus » qui signifie « nain », faisant référence à la petite taille corporelle des adultes (moins de 7 cm de longueur standard), et de « luteus » qui signifie « jaune », faisant référence à la couleur prédominante du corps et des nageoires sur les individus vivants.

## Publication originale
- Allgayer, R.  1994. Description d'une espèce nouvelle du genre Archocentrus Gill & Bransford, 1877 (Pisces; Cichlidae) du Panama. Revue française des Cichlidophiles v. 135: 6-24.

## Aquariophilie

### Comportement
Ce cichlidae est territorial.

### Caractéristique physico-chimiques
Une Température de 23 °C à 28 °C (73.4 à 82,4 °F) ; un pH compris entre 7,0 (neutre) et 7,4.